# كنيسة الضريح الوطني لسيدة أباريسيدا
كنيسة الضريح الوطني لسيدة أباريسيدا موجودة في مدينة أباريسيدا بولاية ساو باولو في البرازيل. و تعتبر هذه الكنيسة ثاني أكبر معلم ديني كاثوليكي في العالم بعد كاتدرائية القديس بطرس في مدينة الفاتيكان. بدأت أشغال بنائها في 11 نوفمبر 1955 و امتدت إلى 4 جويلية 1980 تاريخ تدشينها بمناسبة زيارة يوحنا بولس الثاني إلى البرازيل . قرابة 8 ملايين من الحجيج يزورون الكنيسة سنوياً.